# Staw Zbarski
Staw Zbarski – staw w Warszawie, w dzielnicy Włochy.

## Położenie
Staw leży po lewej stronie Wisły, w Warszawie, w dzielnicy Włochy, w rejonie osiedla Zbarż, w pobliżu ulicy Wirażowej. Znajduje się w sąsiedztwie drogi ekspresowej S79, przy węźle drogowym łączącym trasę z ulicami Marynarską i Sasanki.
„Program Ochrony Środowiska dla m. st. Warszawy na lata 2009-2012 z uwzględnieniem perspektywy do 2016 r.” podaje, że staw położony jest na wysoczyźnie i ma powierzchnię wynoszącą 0,2727 ha. Według innego źródła jest to 0,25 ha. Średnia głębokość wynosi 0,37 m, a długość linii brzegowej 265 m. Cały obszar otulającego małego parku – Zieleńca ze Stawem Zbarskim ma powierzchnię 0,47 ha.
Zbiornik wodny jest prawdopodobnie jedynym powstałym naturalnie na terenie dzielnicy, położony jest w obniżeniu terenu. W przeszłości znajdował się na terenie wsi Zbarż.

## Przyroda
Na terenie stawu stwierdzono występowanie następujących gatunków roślin: trzcina zwyczajna, oczeret jeziorny, pałka szerokolistna, rogatek i moczarka kanadyjska. W okolicy zbiornika rosną wierzby płaczące. W 2004 roku na terenie zbiornika wodnego i w jego okolicach stwierdzono występowanie kaczki krzyżówki.
Staw przeszedł rekultywację w 1998 roku.